# Hebe subsimilis
Hebe subsimilis é uma espécie de planta do gênero Hebe.